# Iglesia de San Gil Abad (Saragossa)

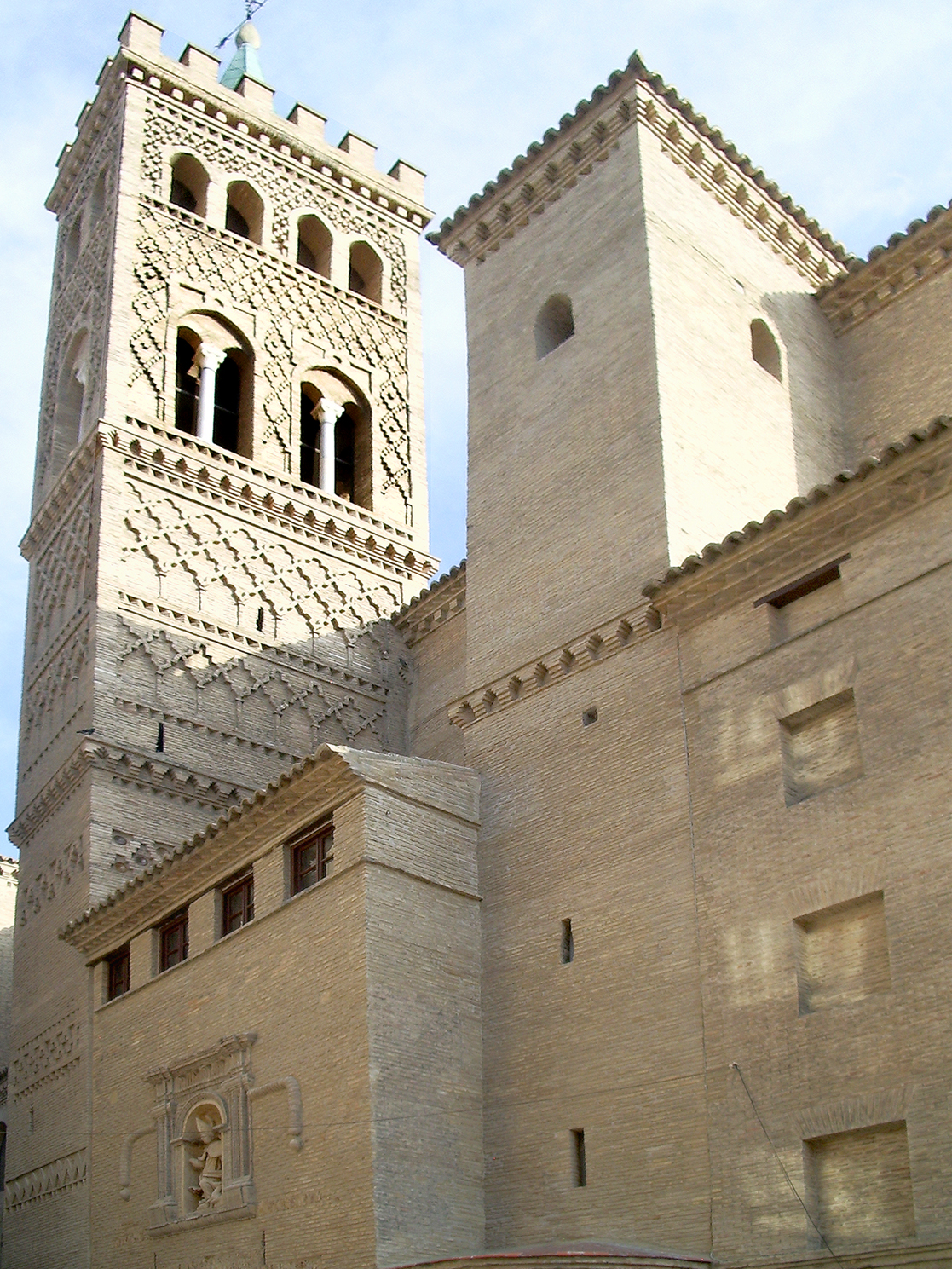
San Gil Abad (Außenansicht)

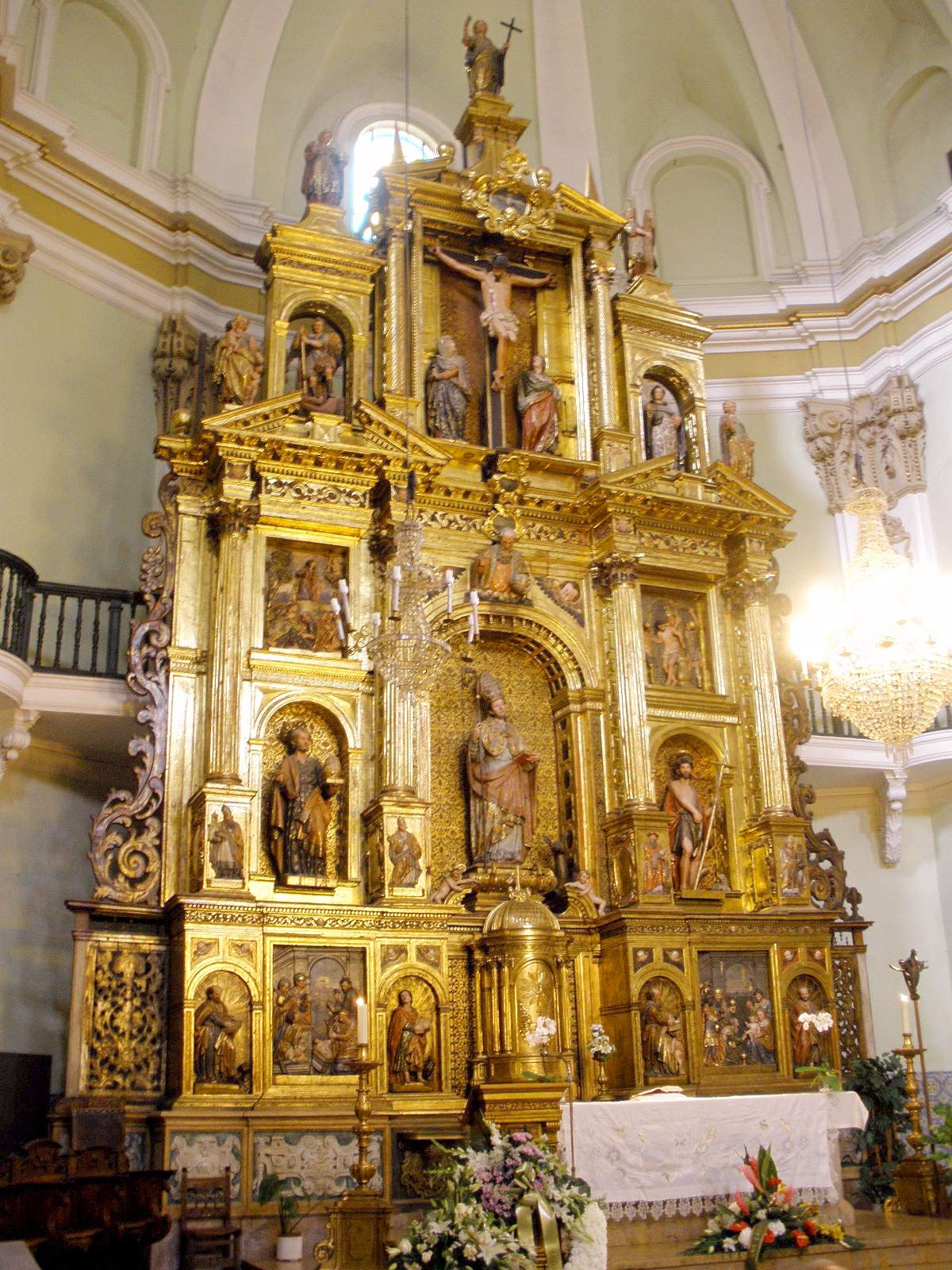
Innenansicht

Die Kirche San Gil bzw. Iglesia de San Gil Abad in der spanischen Stadt Saragossa ist eine dem Patronat des Heiligen Abtes Ägidius anvertraute  römisch-katholische Kirche.

## Geschichte
Nach der Rückeroberung der Stadt wurde in der Mitte des 14. Jahrhunderts ein Kirchengebäude erbaut, das jedoch später zerstört wurde, um an seiner Stelle die heutige Kirche im Mudéjar-Stil zu errichten. Bemerkenswert sind das Hauptportal aus dem Jahr 1640 und der gemauerte Turm aus dem Jahr 1356. Ihr Innenraum spiegelt die barocke Restaurierung wider, die zwischen 1719 und 1725 durchgeführt wurde, als das Gotteshaus neu ausgerichtet wurde, um einen neuen Eingang zu schaffen. Die Apsis wurde umgebaut und mit einem neuen Tonnengewölbe mit Stichkappen versehen, und die gesamte Struktur wurde mit barocken Stuckarbeiten verziert. Herausragend ist das 1628 in Auftrag gegebene Hauptaltarbild, das dem Heiligen Ägidius, dem Abt (San Gil Abad) gewidmet ist. Die Sakristei wurde zwischen 1776 und 1779 erbaut. Das Gewölbe ist mit einem Fresko von Ramón Bayeu geschmückt, und an den Wänden hängen sieben Leinwandgemälde des Mönches Manuel Bayeu.

## Verschiedenes
Der spanische Maler und Graphiker Francisco de Goya (1746–1828) wurde 1751 in der Pfarrei San Gil gefirmt.